# Массовые беспорядки в Испании (2021)
Массовые беспорядки, вызванные арестом рэпера Пабло Аселя, начались вечером 16 февраля 2021 года и сопровождающиеся погромами, а также грабежами.

## Предшествующий события
Ранним утром 16 февраля рэпер вместе со своим сторонниками (более 50 человек) забаррикадировались в Университете Льейды, чтобы избежать ареста. В итоге полиция штурмовали здания и задержала Аселя. Ранее он был приговорен Верховным судом страны к девяти месяцам тюремного заключения за песни и серию твитов, в которых раскритиковал монархию и полицию. Его признали виновным в восхвалении терроризма и оскорблении испанской короны.

## Ход протестов

### 16 февраля

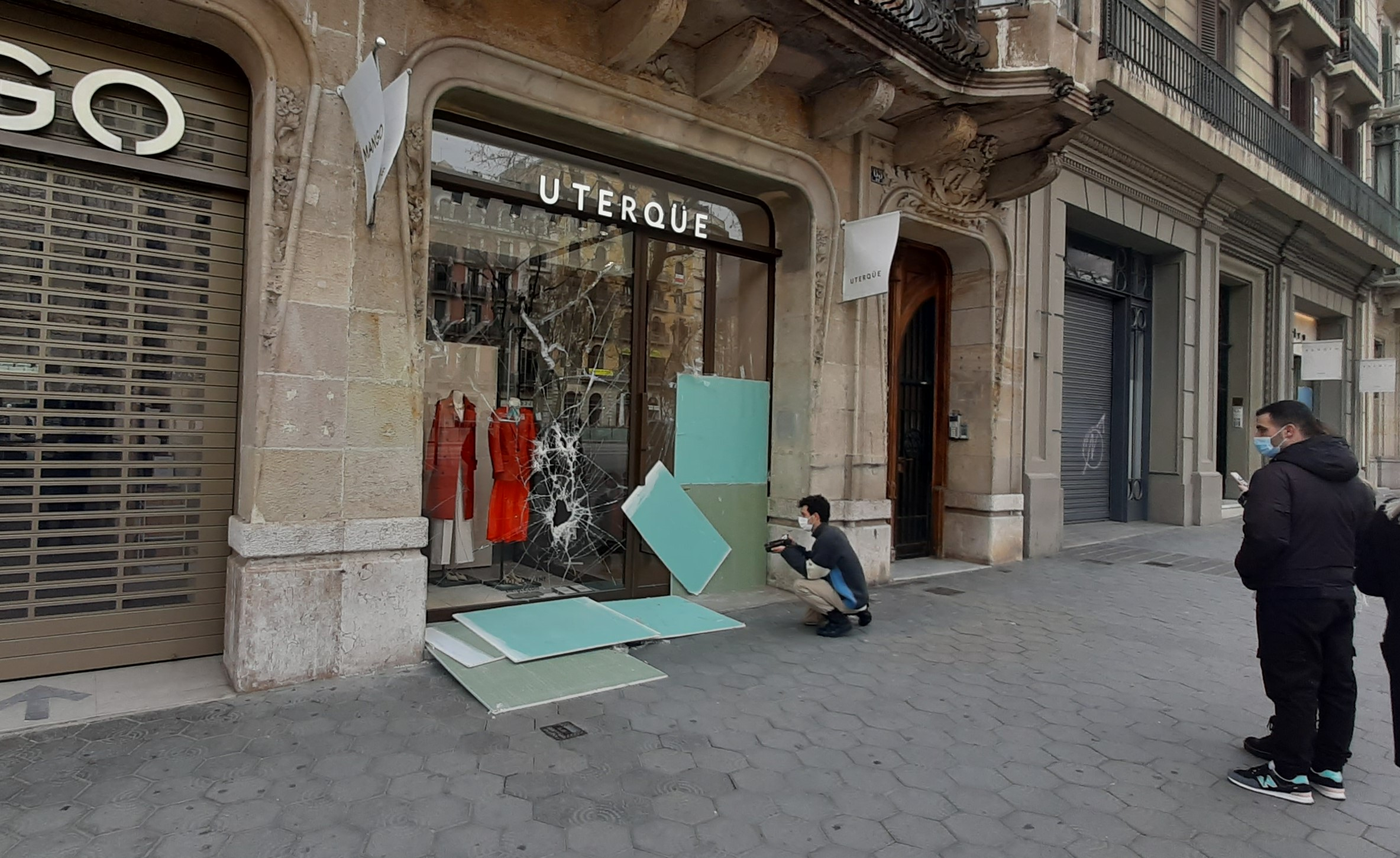
Разбитая витрина в Барселоне, 16 февраля

Беспорядки прошли в ряде городов Каталонии. В Барселоне, Жироне, Льейде, Вике и Валенсии на улицы вышли тысячи людей, и протесты переросли в стычки с полицией. Протестующие бросали бутылки и камни в полицейских, сооружали баррикады, поджигали мусорные баки и мотоциклы.

### 17 февраля
Самые массовые акции прошли в столице Испании Мадриде и Барселоне. Протестующие поджигали мусорные баки и перекрывала ими дороги, полиция в ответ использовала светошумовые гранаты, слезоточивый газ, резиновые пули и дубинки. Полиция задержала как минимум 50 человек.
После протестов 17 февраля было подожжено 130 мусорных контейнеров и 9 автомобилей, ранения получили 69 человек, арестовано 33 человека - на 15 больше, чем днём раннее. На акции в Барселоне полицейские выбили глаз одной девушке, предположительно стреляли из пластиковой пули.

### 18 февраля
В Барселоне, Валенсии, Сабаделе и Рибаррохе-дель-Турии протесты закончились столкновениями с полицией. В городах Баракальдо и Саламанке протесты несли мирный характер и прошли без происшествий. Во время протестов в Барселоне некоторые протестующие ворвались в здание газеты El Periodico, там побили окна и двери. 
После протестов 18 февраля было задержано 16 человек и 3 ранено.

### 19 февраля

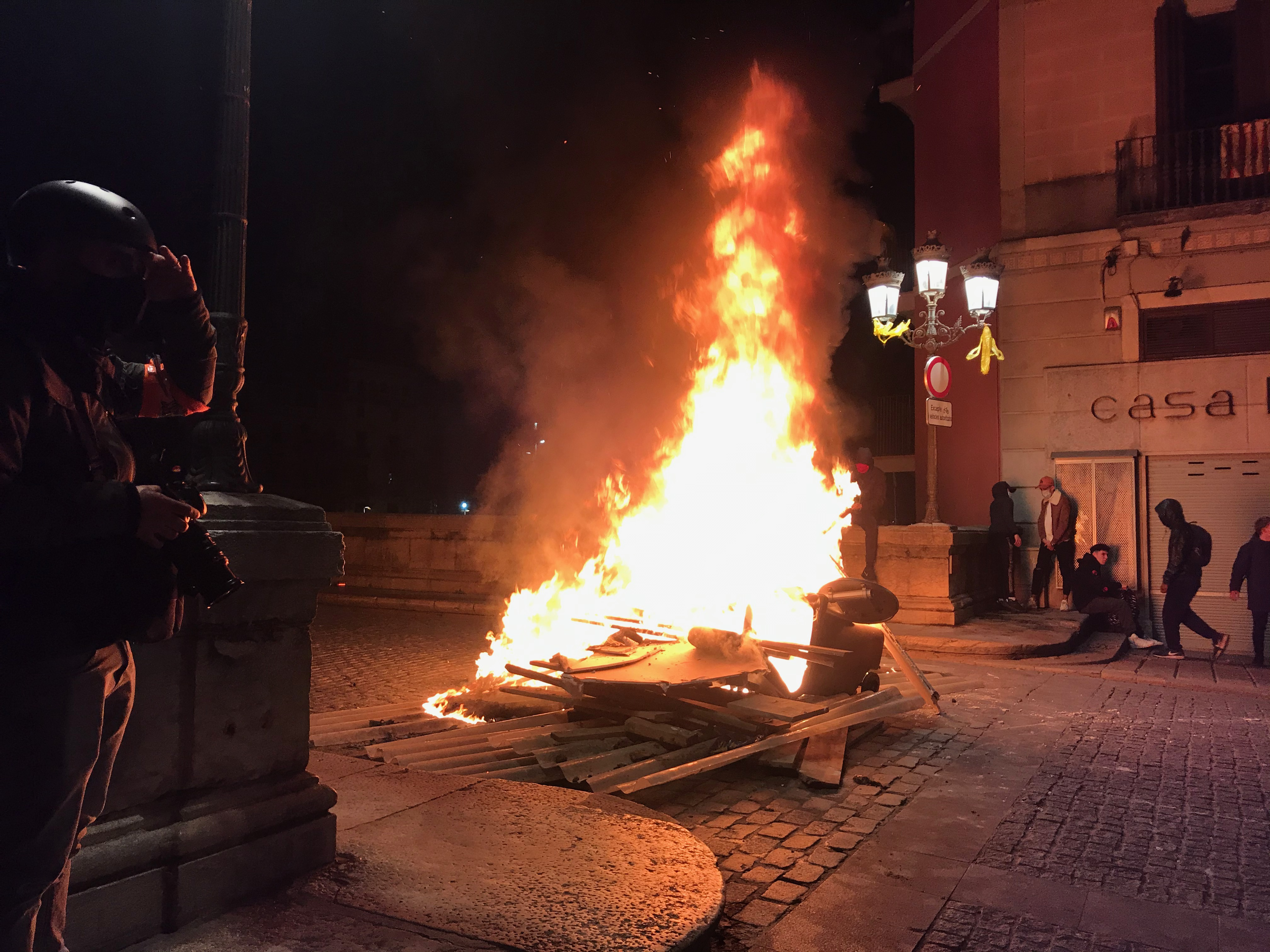
Поддожённые баррикады в Жироне, 19 февраля

Днём в Барселоне прошло шествие организованное левым коммунистическим союзом, в котором принимало участие около 200 человек и закончилось около полицейского участка без разгона полиции. Протестующие требовали освобождения Аселя, а также других задержанных антифашистов в Испании на протестах с 16 февраля.
Вечером этого дня протестующие снова собрались в центре Барселоны, Жироне и ещё в нескольких городах. Во время протестов в Барселоне были разграблены два банка, банкомат и несколько магазинов. В Барселоне задержали 2 человека, Жироне - 2 человека, 6 пострадавших. Примечательно, что протестующие и силовики обратили свой гнев и против местных жителей, попавших под раздачу. Так, группа силовиков избили человека который не оказывал сопротивление .

### 20 февраля
Акции протеста прошли в Барселоне, Мадриде, Сантандере, Гранаде, Жироне и ещё в нескольких городах. В Барселоне после начавшегося шествия, где принимали участие около 6 тыс. человек по центру города несколько молодых людей начали бить витрины и грабить магазины таких крупных брендов как Nike, Disigual, Tous, Versace и  несколько других магазинов. В Барселоне также попытались поджечь Дворец каталонской музыки, но пожарные успели его потушить. Протестующие в Жироне и Гранаде строили баррикады и поджигали их. От полиции в толпе также были агенты в штатском, которые выявляли участников грабежей и вандализма. 
После субботних протестов полиция задержала 38 человек. Ранены не менее 13 человек.

### 21 февраля
Акции протеста прошли в Барселоне, Бильбао, Таррагоне и Жироне. В Бильбао радикалы поджигали контейнеры с мусором, били витрины магазинов и забрасывали полицию разными предметами. Один из протестующих напал на фотографа газеты Deia. Одного человека задержала полиция. В Барселоне люди начали собираться около вокзала Сантс, там же развернули плакат «Вы нам показали, что быть мирными бесполезно». Позже возле полицейского участка они начали забрасывать здание мусором, камнями, петардами. Полицейские фургоны оттеснили их от участка. В ходе столкновениях митингующих и полиции, в Барселоне полиция задержала 8 человек, в том числе пятерых за грабежи из магазина одежды и троих за нарушение общественного порядка.

### 22 февраля
Акции протеста прошли в Барселоне, Таррагоне и Жироне. В Барселоне строили баррикады и поджигали мусорные баки, но массовых столкновений с полицией и грабежей зафиксировано не было. Задержано было два человек.